# Nāḩiyat Dhībān
Nāḩiyat Dhībān (arabiska: ناحية ذيبان) är ett subdistrikt i Syrien.   Det ligger i provinsen Dayr az-Zawr, i den östra delen av landet, 400 km öster om huvudstaden Damaskus.
Trakten runt Nāḩiyat Dhībān är ofruktbar med lite eller ingen växtlighet. Runt Nāḩiyat Dhībān är det ganska glesbefolkat, med 29 invånare per kvadratkilometer.